# Eierkrone

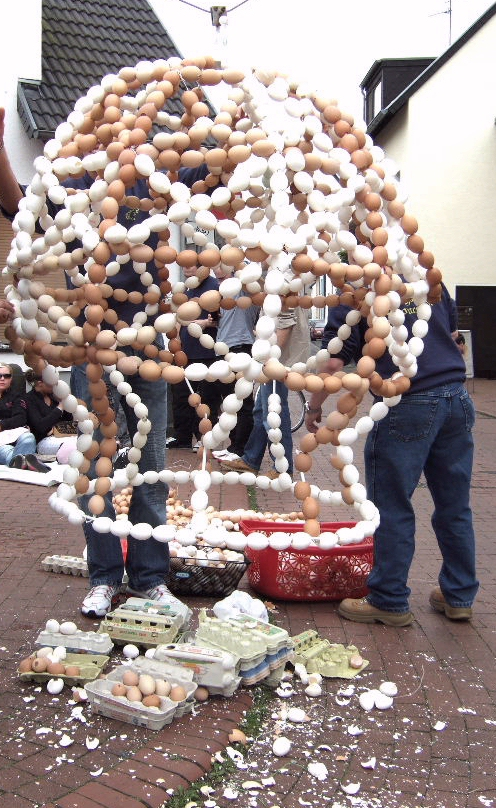
Aufhängen der Eierkrone für den Bonner Stadtteil Küdinghoven

Die Eierkrone ist ein kronenartiger mit Eiern ausgeschmückter Frühlingsschmuck, der sich in Regionen des Rheinlandes erhalten hat. Sie wird im Mai von den Junggesellen eines Dorfes angefertigt und neben dem Maibaum aufgehängt. Es handelt sich um einen christianisierten Fruchtbarkeitsbrauch, der vielfach sowohl auf das Oster- als auch das Pfingstfest verlegt wurde.
Die Eierkrone blieb ursprünglich so lange hängen, bis der erste Erntewagen unter ihr durchgefahren war. (Auch der Maibaum blieb so lange stehen.)
Die weltweit größte Eierkrone soll alljährlich in Bendorf am Rhein gefertigt und aufgehängt werden. Sie besteht aus 25.000 ausgeblasenen Eiern und wird von den Kronenbauern der Kirmes- und Karnevalsgesellschaft KUK und der Kirmesjugend gebaut. Am zweiten Samstag nach Pfingsten wird sie dann durch die Stadt gefahren und am über 30 Meter hohen Kirmesbaum emporgezogen und befestigt.

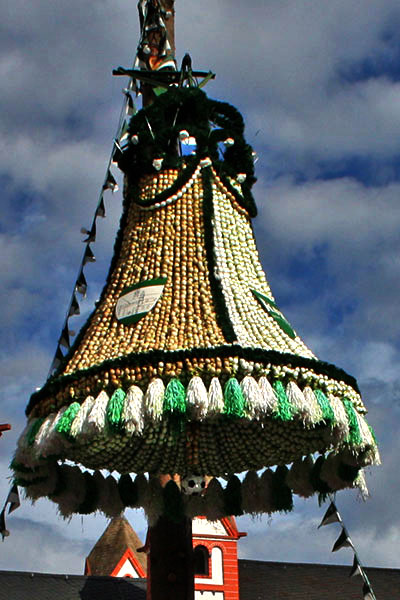
Eierkrone in Bendorf
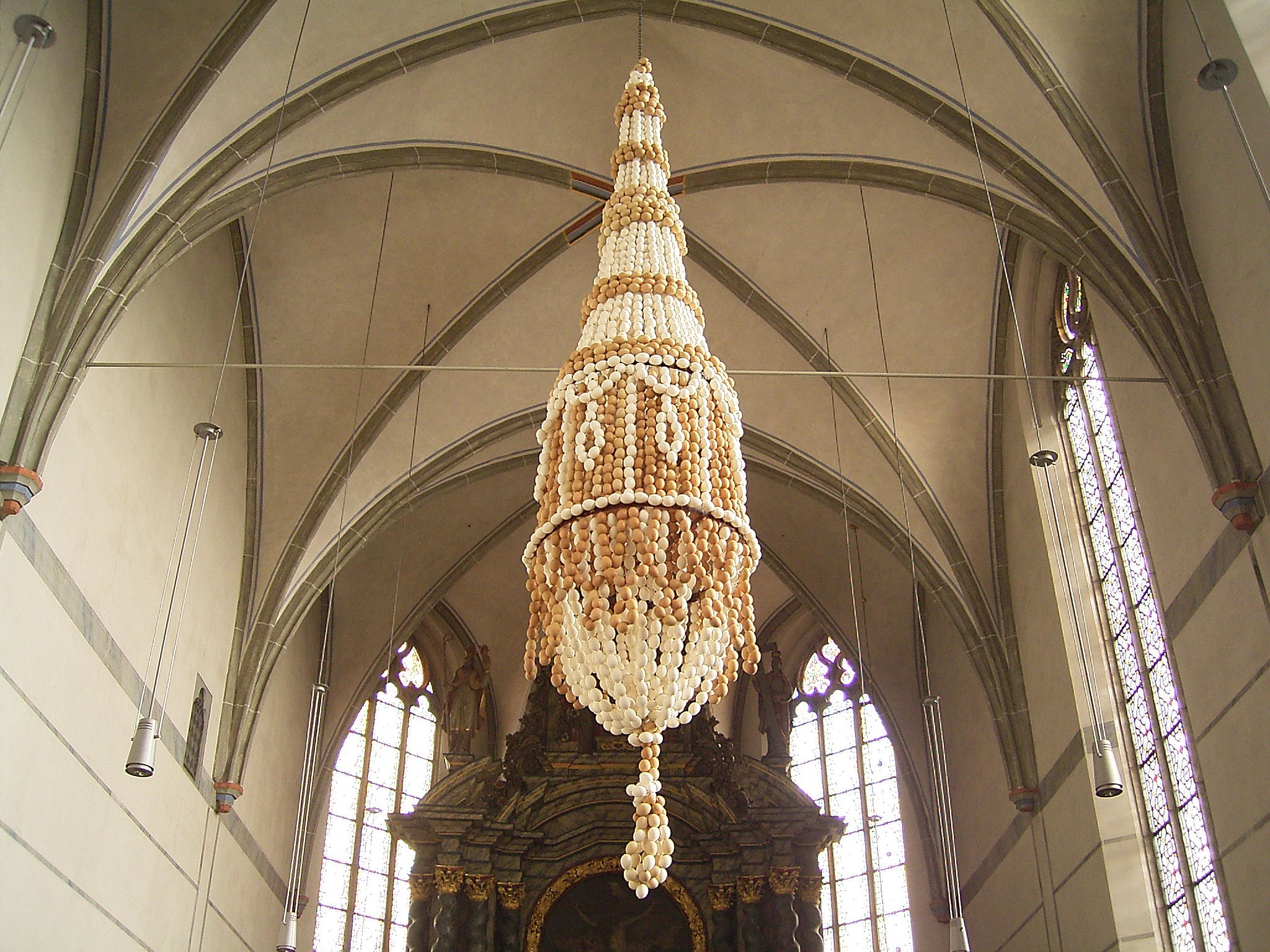
Eierkrone, Klosterkirche St. Maria Magdalena, zu Ostern in Wuppertal-Beyenburg
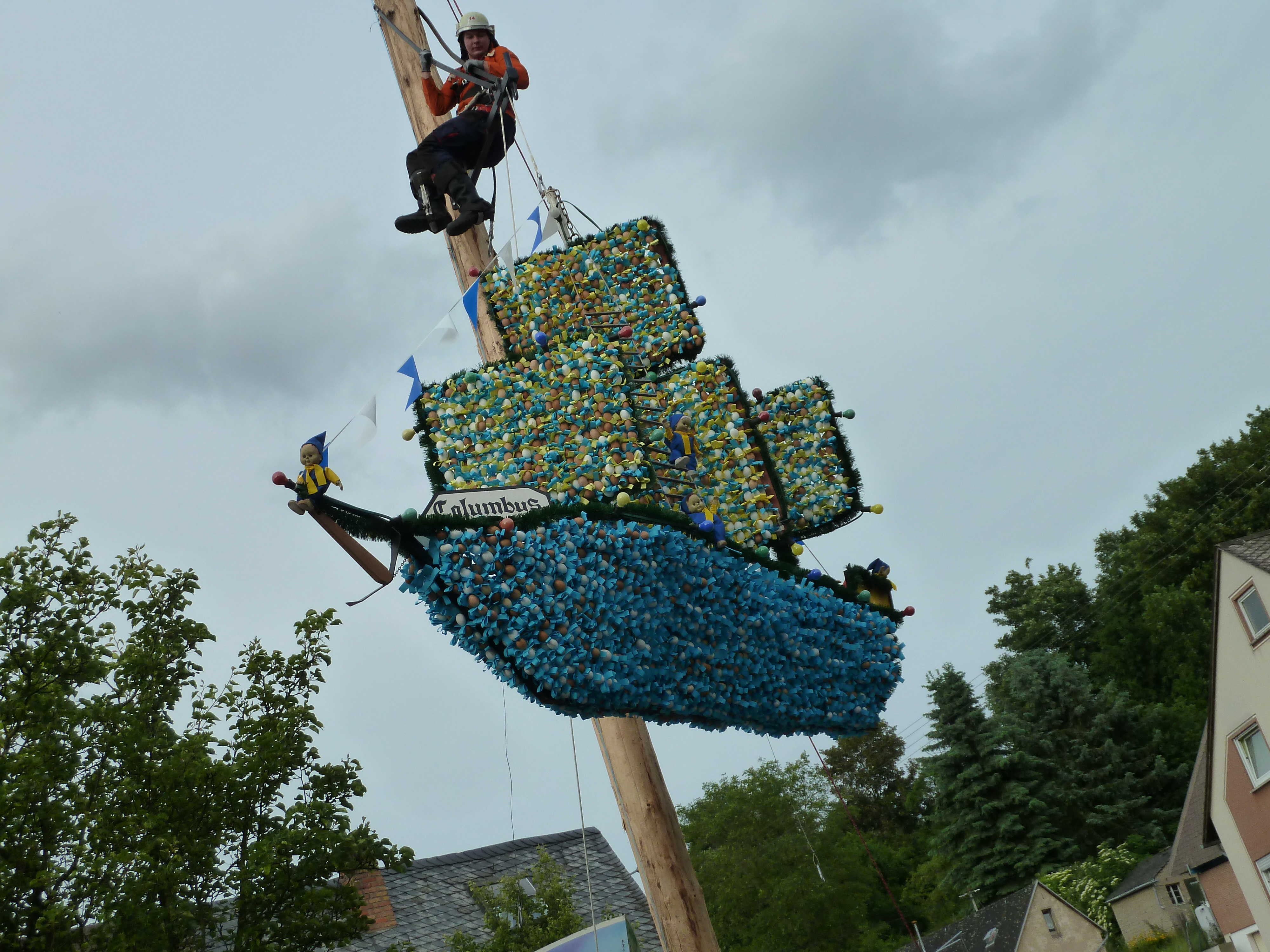
Eierkrone (Columbus-Schiff), zur Kirmes in Koblenz-Immendorf
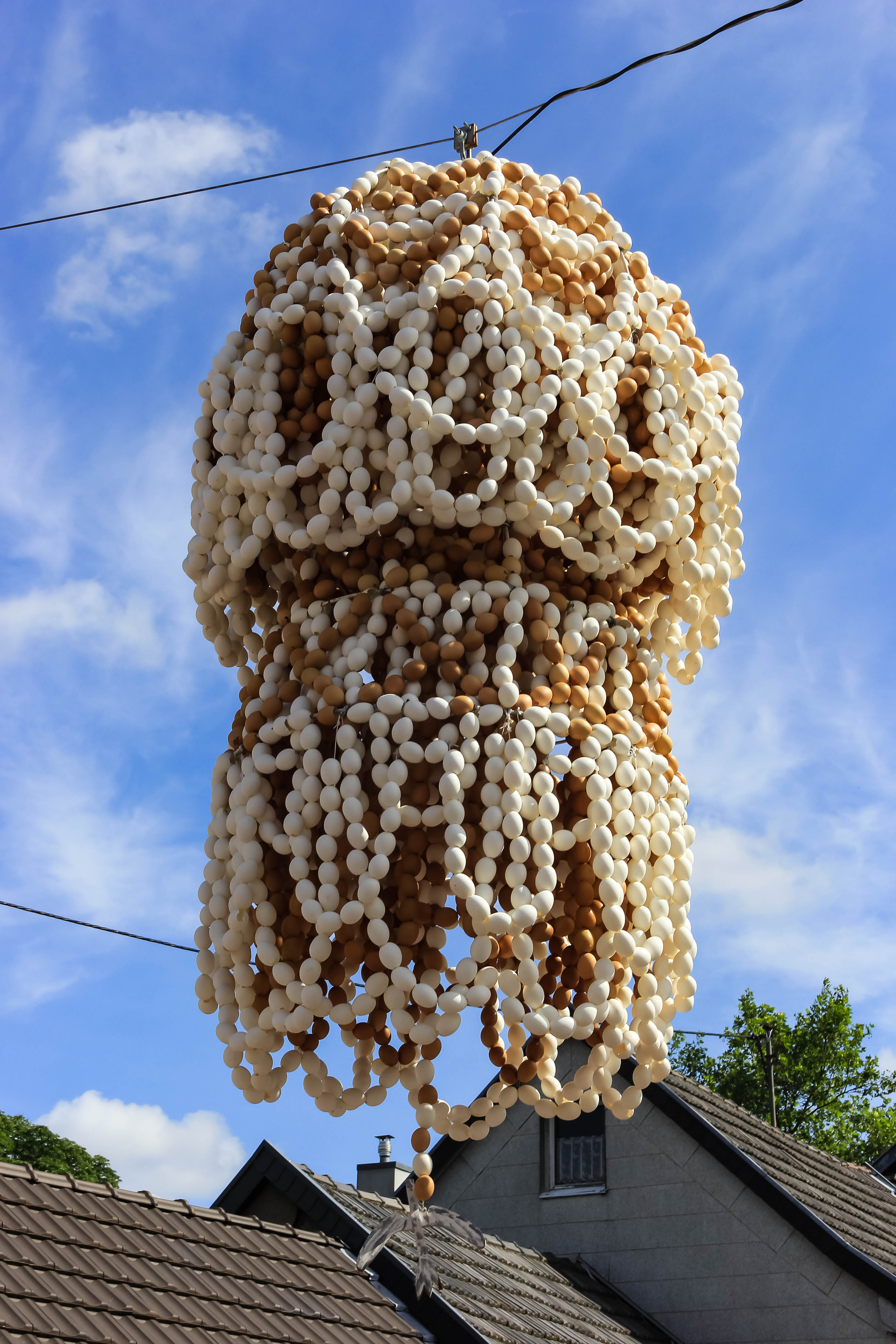
Eierkrone in Küdinghoven 2017